# Championnat féminin du COSAFA 2023
Navigation
2022
Le Championnat féminin du COSAFA 2023 est la onzième édition de cette compétition organisée par la COSAFA. 
Les matchs se déroulent du 4 au 15 octobre 2023 dans le Gauteng en Afrique du Sud.
La compétition est remportée pour la première fois par le Malawi qui bat en finale la Zambie tenante du titre.

## Participants
- Afrique du Sud (nation organisatrice)
- Angola
- Botswana
- Comores
- Eswatini
- Lesotho
- Madagascar
- Malawi
- Mozambique
- Namibie
- Zambie
- Zimbabwe

## Phase de groupes
Le tirage au sort se déroule le 14 septembre 2023 à Johannesbourg.
Pour cette édition, trois équipes sont têtes de séries de par leur performance lors du Championnat féminin du COSAFA 2022 : la Zambie (tenante du titre, assignée en B1), l'Afrique du Sud (vice-championne, assignée en A1), et la Namibie (quatrième en 2022, assignée en C1). De plus, deux chapeaux sont formés pour ce tirage. Le chapeau 1 inclut les trois équipes les mieux classées en dehors des têtes de séries (Botswana, Malawi et Mozambique) tandis que le chapeau 2 comprend les 6 équipes restantes (Angola, Comores, Eswatini, Lesotho, Madagascar et Zimbabwe).
Les premiers de chaque groupe ainsi que le meilleur deuxième se qualifient pour les demi-finales.
Légende des classements
- Qualifié pour les demi-finales

### Groupe A
| Rang | Équipe         | Pts | J | G | N | P | Bp | Bc | Diff |  | Résultats      |  |     |     |     |
| ---- | -------------- | --- | - | - | - | - | -- | -- | ---- |  | -------------- |  | --- | --- | --- |
| 1    | Malawi         | 9   | 3 | 3 | 0 | 0 | 15 | 4  | +11  |  | Malawi         |  | 4-3 | 8-0 | 3-1 |
| 2    | Afrique du Sud | 6   | 3 | 2 | 0 | 1 | 9  | 5  | +4   |  | Afrique du Sud |  |     | 3-0 | 3-1 |
| 3    | Eswatini       | 3   | 3 | 1 | 0 | 2 | 2  | 12 | -10  |  | Eswatini       |  |     |     | 2-1 |
| 4    | Madagascar     | 0   | 3 | 0 | 0 | 3 | 3  | 8  | -5   |  | Madagascar     |  |     |     |     |

### Groupe B
| Rang | Équipe     | Pts | J | G | N | P | Bp | Bc | Diff |  | Résultats  |  |     |     |     |
| ---- | ---------- | --- | - | - | - | - | -- | -- | ---- |  | ---------- |  | --- | --- | --- |
| 1    | Zambie     | 7   | 3 | 2 | 1 | 0 | 8  | 2  | +6   |  | Zambie     |  | 0-0 | 3-1 | 5-1 |
| 2    | Mozambique | 7   | 3 | 2 | 1 | 0 | 4  | 1  | +3   |  | Mozambique |  |     | 1-0 | 3-1 |
| 3    | Angola     | 3   | 3 | 1 | 0 | 2 | 6  | 4  | +2   |  | Angola     |  |     |     | 5-0 |
| 4    | Comores    | 0   | 3 | 0 | 0 | 3 | 2  | 13 | -11  |  | Comores    |  |     |     |     |

### Groupe C
| Rang | Équipe   | Pts | J | G | N | P | Bp | Bc | Diff |  | Résultats |  |     |     |     |
| ---- | -------- | --- | - | - | - | - | -- | -- | ---- |  | --------- |  | --- | --- | --- |
| 1    | Zimbabwe | 7   | 3 | 2 | 1 | 0 | 4  | 1  | +3   |  | Zimbabwe  |  | 1-1 | 2-0 | 1-0 |
| 2    | Botswana | 5   | 3 | 1 | 2 | 0 | 5  | 2  | +3   |  | Botswana  |  |     | 1-1 | 3-0 |
| 3    | Namibie  | 4   | 3 | 1 | 1 | 1 | 3  | 3  | 0    |  | Namibie   |  |     |     | 2-0 |
| 4    | Lesotho  | 0   | 3 | 0 | 0 | 3 | 0  | 6  | -6   |  | Lesotho   |  |     |     |     |

### Meilleurs deuxièmes
| Rang | Équipe         | Pts | J | G | N | P | Bp | Bc | Diff |
| ---- | -------------- | --- | - | - | - | - | -- | -- | ---- |
| 1    | Mozambique     | 7   | 3 | 2 | 1 | 0 | 4  | 1  | +3   |
| 2    | Afrique du Sud | 6   | 3 | 2 | 0 | 1 | 9  | 5  | +4   |
| 3    | Botswana       | 5   | 3 | 1 | 2 | 0 | 5  | 2  | +3   |

## Phase finale
En cas d'égalité à l'issue du temps réglementaire, on procède à des prolongations et le cas échéant, à une séance de tirs au but.
|  | Demi-finales          | Demi-finales          | Demi-finales          | Demi-finales          |                               |        | Finale                | Finale                | Finale                | Finale                |
|  |                       |                       |                       |                       |                               |        |                       |                       |                       |                       |
|  | 13 octobre - Pretoria | 13 octobre - Pretoria | 13 octobre - Pretoria | 13 octobre - Pretoria |                               |        | 15 octobre - Pretoria | 15 octobre - Pretoria | 15 octobre - Pretoria | 15 octobre - Pretoria |
|  | Zambie                | Zambie                | 1                     | 1                     |                               |        | 15 octobre - Pretoria | 15 octobre - Pretoria | 15 octobre - Pretoria | 15 octobre - Pretoria |
|  | Zambie                | Zambie                | 1                     | 1                     |                               |        | 15 octobre - Pretoria | 15 octobre - Pretoria | 15 octobre - Pretoria | 15 octobre - Pretoria |
|  | Zimbabwe              | Zimbabwe              | 0                     | 0                     |                               |        | 15 octobre - Pretoria | 15 octobre - Pretoria | 15 octobre - Pretoria | 15 octobre - Pretoria |
|  | Zimbabwe              | Zimbabwe              | 0                     | 0                     | Zambie                        | Zambie | 1                     | 1                     |                       |                       |
|  | 13 octobre - Pretoria |                       |                       |                       | Zambie                        | Zambie | 1                     | 1                     |                       |                       |
|  |                       |                       | Malawi                | Malawi                | 2                             | 2      |                       |                       |                       |                       |
|  | Malawi                | Malawi                | Malawi                | Malawi                | 2                             | 2      | 2                     | 2                     |                       |                       |
|  | Malawi                | Malawi                |                       |                       |                               |        |                       | 2                     |                       |                       |
|  | Mozambique            | Mozambique            | 1                     | 1                     |                               |        |                       |                       |                       |                       |
|  | Mozambique            | Mozambique            | 1                     | 1                     | Match pour la troisième place |        |                       |                       |                       |                       |
|  |                       |                       |                       |                       |                               |        |                       |                       |                       |                       |
|  | 15 octobre - Pretoria |                       |                       |                       |                               |        |                       |                       |                       |                       |
|  | Zimbabwe              | Zimbabwe              | 0                     | 0                     |                               |        |                       |                       |                       |                       |
|  | Zimbabwe              | Zimbabwe              | 0                     | 0                     |                               |        |                       |                       |                       |                       |
|  | Mozambique            | Mozambique            | 2                     | 2                     |                               |        |                       |                       |                       |                       |
|  | Mozambique            | Mozambique            | 2                     | 2                     |                               |        |                       |                       |                       |                       |

## Statistiques

### Meilleures buteuses de la compétition
Classement final
9 buts
- Temwa Chawinga

5 buts
- Thubelihle Shamase

4 buts
- Sarah Jere

3 buts
- Fridah Kabwe
- Sabinah Thom (en)

2 buts
- 6 joueuses

1 but
- 30 joueuses

1 but contre son camp
- 2 joueuses

## Récompenses
Les récompenses suivantes sont attribuées à l'issue de la compétition :
| Prix                | Vainqueur               |
| ------------------- | ----------------------- |
| Meilleure joueuse   | Temwa Chawinga          |
| Meilleure buteuse   | Temwa Chawinga (9 buts) |
| Meilleure gardienne | Cynthia Shongwe         |
| Prix du fair-play   | Zambie                  |